# John Lawlor
John Francis Lawlor (ur. 14 marca 1934 w Dublinie, zm. w 20 maja 2018 w Milton) – irlandzki lekkoatleta, który specjalizował się w rzucie młotem.
Dwukrotny uczestnik igrzysk olimpijskich: Rzym 1960 oraz Tokio 1964. Dwa razy startował w mistrzostwach Europy. W roku 1961 wywalczył brązowy medal uniwersjady. Rekord życiowy: 65,18 (24 czerwca 1960, Bakersfield).

## Osiągnięcia
| Rok  | Impreza              | Miejsce   | Lokata            | Wynik |
| ---- | -------------------- | --------- | ----------------- | ----- |
| 1958 | Mistrzostwa Europy   | Sztokholm | 7. miejsce        | 61,49 |
| 1960 | Igrzyska olimpijskie | Rzym      | 4. miejsce        | 64,95 |
| 1961 | Uniwersjada          | Sofia     | 3. miejsce        | 63,33 |
| 1964 | Igrzyska olimpijskie | Tokio     | el. – 23. miejsce | 59,12 |
| 1966 | Mistrzostwa Europy   | Budapeszt | el. –14. miejsce  | 57,08 |